# 戦国ブレード
『戦国ブレード（Sengoku Ace EpisodeII）は1996年に彩京がリリースしたアーケードゲーム。ジャンルはシューティングゲーム。『戦国エース』の続編。

## 概要
8方向レバー、2ボタン（ショット、ボム）でプレイヤーを操作。ボムはこよりのものを除き、即座に敵の弾を回避することができる。
前作の戦国エースの世界観ならびにキャラクターはほとんど引き継いでいるが、システムに一部変更がなされている。前作が縦スクロールであったのに対し、本作は横スクロールになっている。
また、空を飛ぶことができる飛蒼石の設定により、自機は飛行機ではなくキャラクターそのものになっている。
その細かい演出として、地面があるステージでキャラクターを接地させる事により走る動作を取る。
キャラごとにオプションがあり、一段階でもパワーアップすると登場する。またパワーアップアイテムは二段階になるまでは道中でパワーアップアイテムを落とす敵が出現する。
前作、および他のシューティングゲームと違う点として「敵にぶつかってもミスとならず、ショットのパワーがダウンする程度で済む」、敵の弾に当たって初めてミスとなる。公式で当たり判定は自機の上半身で、下半身に弾の当たり判定はない事を公表されている。
溜め撃ちはオプションが担当し、溜め撃ちの動作中はオプションの援護射撃は一切ない。
他、2人プレイによるキャラクター同士の掛け合いや専用エンディングはそのまま顕在しているほか、ステージ分岐が加えられている。
ステージ分岐は1人プレイの場合のみ、エンディング分岐の選択肢にもなり、概ね地上ルートがバッドエンド、通用口ルートがグッドエンドとなっている。
キャラクターデザインは、中村博文による前作のデザインを踏まえて、司淳が担当している。
シリーズ続編として「戦国キャノン」が家庭用オリジナル作品としてPSPからリリースされた。

## 登場キャラクター

### プレイアブルキャラクター
各プレイヤーキャラクターの設定と大まかな性能を記述する。声優はセガサターン版のもの。
暴れん坊巫女 こより
声 - 川村万梨阿（SS版）、伊藤あすか（ラストオリジン）
お金が大好きな暴れん坊巫女。前作とうって変わって巨乳になり、天外からその点に突っ込まれ、アインにも巨乳のせいで気づかれない。
ショットはお札の形をしており、パワーアップすると距離が離れれば離れるほど、上下にぶれる特性を持ち、パワー段階が高いほど、ブレ幅が大きくなる。
オプションのバサロはホーミング弾を撃つ。パワー段階が進めば攻撃範囲が非常に広くなる。
溜め撃ちは式神バサロの口から鈍足飛行する術法を放つ。パワー段階によって形が変わり威力が上昇する。溜め時間が短く、画面の多くに配置が可能。
ボムは前方に円形の陣を放つ。威力は高いが発動までタイムラグがあり、さらに弾消しは「陣の範囲内だけ」であるため、緊急回避能力は最低。

オプション：式神 バサロ
溜め撃ち：使役の術法
ボム：九字の術法

帰ってきたターボ坊主 天外
声 - 飯塚昭三
凄まじい法力と怪力を併せ持つ流浪の仏僧。今回も邪気を感じ、それを滅ぼさんと足を運ぶ。色欲も強いが、同時に人格者でもあり、真面目な時はとことん真面目である。
ただし、彼が一人で解決すると大抵ロクなことにならない(EDのナレーター曰く「天外の活躍が上手くいくのは100回に1回」)。
海外版タイトルではこよりを差し置いて名前を冠されており、国内外問わずのプレイヤーセレクト時の初期カーソルも彼であるため、事実上の主人公ともいえる。
ショットは前方集中型で威力が高い。オプションの善次郎も前方へショットを放つ。
攻撃範囲に難がある上移動スピードは遅めのため、前方への敵やボス相手には強い代わり、敵が上下に散らばった状況では苦戦しやすい。
溜め撃ちは前方に善次郎を放ち、敵を貫通させながら突進させて行く。敵に当たると鈍足化し、連続でダメージを与える。パワー段階が進むほど善次郎が巨大化し、攻撃判定も大きくなる。
ボムは天外が前方に念仏を放ち、自身も無敵状態になる。威力が高い上発動中は敵にぶつかってもパワーダウンしないが、他機のボムとは違い貫通性能には欠け、硬い敵や地形に当たると進行が遮断される。

オプション：怪鳥 善次郎
溜め撃ち：炎の善次郎
ボム：坊主念仏地獄

復讐の剣術士 翔丸
声 - 子安武人
人狩りによって家族を殺され、復讐を果たすために今回の黒幕を倒しに行く剣術士。シリアスそうな外見と真面目な性格とは裏腹にマザコンであり、本作の黒幕の息子である。
全キャラ中、最も移動スピードが速く、ショップとオプションも前方集中型でボムも非常に素直で扱いやすい。
移動スピード以外は良くも悪くも平均的でバランスがいい反面、突出した強みがない。
溜め撃ちは発動した位置に菱花鏡を固定して、一定時間貫通弾をフルオート連射させる。パワー段階が進むほど攻撃範囲と発射される弾数が強化される。
ボムは画面全体に無数の剣を飛ばす。威力そのものは弱い代わりに全キャラ中、唯一画面上の弾を全消ししながら発動中もショットも含め、自由に行動可能という強みがある。

オプション：菱花鏡
溜め撃ち：蒼羅霊(ソーラレイ)
ボム：秘剣・那由他裂斬(なゆたれつざん)

金髪の少女忍者 ユーニス
声 - 笠原弘子
前作戦国エースに登場した「ジェーン・ファーラント」の妹で姉を探している。今回は任務により黒幕の討伐に向かう。
ショットは前方型で威力はやや弱く、オプションのソクラテスの手裏剣ショットは斜めに飛ぶため癖が強い。ただし、オプションの連射力が高いため敵にオプションを重ねて撃つことで高火力が期待出来る。
溜め撃ちは一定時間ソクラテスにを前方に置き炎を吐かせる。炎の威力は高くパワー段階が高いほど、ソクラテスは長く炎を吐き続ける。
ボムは画面全体に桜吹雪を放つが、発動中は動けず威力もやや弱い。

オプション：忍猿 ソクラテス
溜め撃ち：火猿の術
ボム：忍法 華の舞

反逆のからくり武者 ハガネ
声 - 大塚芳忠
黒幕に体を奪われ、仮初の傀儡(クグツ)兵の体に魂を詰め込まれた元人間で姫から授かった飛蒼石により封印されていた人間の魂が復活。己の体を取り戻すべく、黒幕を倒しに向かう。
ショットは前方集中型で、パワー段階が高いほど連射力が高くなる。またオプション攻撃も前方型ゆえ、ショットそのものの攻撃範囲は狭い。
移動速度も遅いため、道中の雑魚敵に苦戦を強いられやすいが、機銃槍はパワー段階の分だけ本数が増え、ハガネの機体を追うように動くため、立ち回りに慣れればある程度の範囲はカバー出来る。
溜め撃ちは前方に機銃槍を一斉に突き刺す。溜め時間が全機中最も長い代わりにアインのボムである密着時のサムライソードに次ぐ瞬発火力を誇る(溜め撃ちの中では最強でゲーム中でもトップクラス)。
溜め打ちの一突きで並の硬さ程度の敵は瞬殺し、硬い雑魚敵やボスにも大ダメージを与えられるため、硬い敵とボスには滅法強い。
ボムは画面全域に電撃を放つが、発動中は動けない上威力にも難がある。

オプション：機銃槍
溜め撃ち：槍曼荼羅
ボム：来震電撃

風雲はだか侍 アイン（隠しキャラクター）
声 - 若本規夫
妹LOVEな色々な意味で勘違いされる侍。今回は上半身裸になり、飛蒼石はある所にある。
隠しキャラクターであり、キャラセレクトで「謎」マークでのランダムセレクトでうまく止めるか、謎のランダムセレクトにカーソルを合わせて特定のコマンドを入力しないと使えないが、その分性能は高い。
移動スピードが速い。ショットは前方集中型で、連射力がある代わり攻撃範囲は狭い。オプションの震電丸の援護射撃が威力が低い代わりに完全貫通式なため、脆い雑魚敵を一掃出来る。
溜め撃ちは背中にある震電丸を手に取り、前方に斬撃を行う。攻撃範囲は狭いものの、多少硬い雑魚敵を一撃で撃破できる程度の火力があり、溜め時間が非常に短いため、連続で斬り付ける事も可能。
ボムは機体前方にアインをトレースした高威力の衝撃波を放つ。攻撃・弾消しの範囲は狭いが、密着時の威力はゲーム中最強で、敵機に接近して放つと大半のボスを一撃で破壊出来る。

オプション：震電丸
溜め撃ち：サムライフラッシュ
ボム：サムライソード

マリオン（隠しキャラクター・SS版のみ）
ガンバードからゲスト出演。セガサターン版でしか存在しない。
基本的な性能はガンバード時代の性能を横型シューティングに変えただけのため、大まかな性能はガンバードと一緒である。カーソル位置はアインと同じ「謎」マークで出現し、アインとの二人同時プレイはできない。
声 - 田中千晴
オプション：ポムポム
溜め撃ち：ファイアーラビット
ボム：ウインドシェイバー

### 鬼道衆
パワードスーツ「機装忍」に乗り込み、各炎鬼以外の3面は序盤のステージの中ボスとして登場する。
ステージ4の城下町ステージでは4人の連戦となる。
不動の巨大漢 鉄斬
盲目の山伏。目に古傷がある。
強大な戦闘力を持つが仕官せずに隠遁生活を送っていたが、突如鬼道衆の一員として現れる。搭乗する機装忍は「鉄斬鬼」。
紅蓮の闇姫 火燕
声 - 山根希美（ラストオリジン）
前作「戦国エース」では機忍四天王として登場していたが、四天王唯一の生存者として再登場する。
ステージ4では前作からの引き続きの登場であるこより、天外、アインとは前作での因縁を意識したかのような台詞を吐く。搭乗する機装忍は前作の火燕の改良型でビットを射出する「火燕 弐號機」。
旋風の狂戦士 惨眼
手に「狂」と描かれた包帯を巻き鉤爪を付けた忍者。猟奇的な暗殺術で名を馳せた。
二年前に同族の忍者を惨殺して消息を絶つが、炎鬼に魅せられて鬼道衆の一員となる。搭乗する機装忍は「惨眼鬼」。
血風の魔剣士 炎鬼
鬼の素顔を仮面に隠した鬼道衆の頭領。魔道の術に長け、打ち倒した剣技の達人の魂を力の源にする。使用キャラクターによるセリフの変化はない。

### その他
東方将軍 御鏡厳照
声 - 郷里大輔
事件の黒幕である深紅の鎧と兜を身に纏った将軍。翔丸の父親でもある。
かつては東の地で名を轟かせた名将だったが、ある日を境に異界王復活を企み女性を誘拐していき、妻と翔丸の姉にあたる3人の娘までも生贄に捧げた。
布津姫（フツヒメ）
声 - 増田悠子
平野の西に位置する辺境の姫。
生まれつき盲目であり、この世の穢れを知らずに育ってきた。
その純粋さから異界王復活の依代として鬼道衆に誘拐される。
桐絵（キリエ）
声 - 紫尾田ユミ
ハガネが人間だった頃の姿の女剣客。
男勝りな性格で、達人級の実力を持つが炎鬼に敗れ、肉体を奪われる。
エンディングによっては肉体を取り戻すことができる。
アスカ
声 - 寺田みちよ
アインの妹。武芸しか興味のない兄を支えている。
特技は家事と兄へのお仕置きの「火あぶりの刑」。
布津姫の父
声 - 司淳
ジェーン
前作「戦国エース」のプレイアブルキャラクターで、ユーニスの姉。前作のジェーンのエンディングで死亡したと思われたが、抜け忍となり生存していた。
ユーニスの通用口ルートのエンディングにのみ登場し、ユーニスを窮地から救う。
アッシュ（SS版のみ）
ガンバードからのゲスト出演。セガサターン版でしか存在しない。
マリオンを使用した二人同時プレイのエンディングに全て登場し、マリオンと仲間の諍いに割って入り、相手を殴り飛ばすかナンパされる。

## ステージ
前半ランダムステージ
4面中3面が出る（順番で空の色が違う）なお道中で上記の説明のように鬼道衆の3人が序盤のステージ（炎鬼除く）の中ボスとして登場する。
雲海
前半は雲海、後半は神社のような戦艦「飛行戦艦 號天」の内部に突入する。ボスは號天のコアと鯱鉾型の機動兵器の「雲龍」。
渓谷
前半は神社のような場所をバックに歌舞伎役者の姿をしたメカが登場する、後半は大量の巨大地蔵菩薩が沈んでいる水中内で戦う。ボスは人面魚の姿をした潜水艦の「強襲潜艦 蒼龍」と亀の姿に変形した「玄武」。
森林
大木が並ぶ神社の境内。攻撃は主に上空と地上から忍者の姿をしたメカが手裏剣で攻撃してくる。ボスは蛹の姿をした戦車の「重機動戦車 震羅」と内部から出現する蝶型の機動兵器の「紅」。
祠
祠の中での戦闘、鬼のような兵器が登場する。ボスは「局地防衛車両 朧」とその本体の「幻爺」。
後半ステージ
城下町
城下町内、陰陽師のメカと鎧型の兵器がメイン。惨眼、火燕、鉄山の順に鬼道衆と再戦し、ボスは炎鬼。
外堀
城の前、ここから敵の弾幕が激しくなる。ボスは「壱の門番 蒼池王」と「弐の門番 朱天王」。なおステージクリア後正門から侵入するか通用口から侵入するか選択肢を問われる。
地上（正門侵入）ルート
城内表御殿
ボスはロボットの姿をした「機動武神 巴」とその本体の「機真球」。
天守閣
ボスは「超鬼童巨神 骸王」。
通用口ルート
城内下ノ段
ボスは仏像の姿をした「下界神 唖邪李像」と球体の怪物に変化した「仇魔獣」。
百鬼楼
こちらは厳照と直接戦う。ボスは布津姫を取り込んだ巨大な球体の「蒼核」と厳照が蘇らせようとしていた巨大な龍の「異界王 神龍」。
なお、神龍戦で一定時間が経過するとバッドエンドとなる。

## 移植作品
セガサターン版のみ、完全移植ではなく、アレンジ移植となっている。
- セガサターン版 - 1996年11月22日[2]に発売。
- PlayStation 2版 - 2004年12月2日にタイトーから発売された彩京シューティングコレクションVol.2に収録。『戦国エース』と『戦国ブレード』のカップリングになっている。
- Nintendo Switch版 - 2018年3月29日にゼロディブより、『戦国ブレード for Nintendo Switch』のタイトルで配信開始。また、シティコネクションより2019年8月29日に発売された『彩京 SHOOTING LIBRARY Vol.2』にも収録されている（内容はダウンロード版と同一[3][4]）。
- Steam版 - 2020年6月22日より配信。上記のNintendo Switch版をベースにしている[5][6]。
- PlayStation 4版 - 2022年7月28日発売の『彩京 SHOOTING LIBRARY Vol.2』に収録[7]、同年8月4日には単品版のダウンロード販売もなされた。
- Xbox One版 - 2022年8月4日より単品ダウンロードソフトして配信。